# Xà Đảo
Đảo Rắn, còn được gọi là Tiểu Long Sơn (núi rồng nhỏ), là một đảo nằm ở mũi phía nam của bán đảo Liêu Đông, Đại Liên, Trung Quốc trên Bột Hải, ngoài khơi cách bờ khoảng 7 hải lý, diện tích đảo khoảng 1 kilômét vuông, cao độ cao nhất 215 mét. Hòn đảo này được đặt tên như vậy vì trên có rất nhiều rắn.
Ngoài rắn ra ở đây không có loài bò sát nào sinh sống trên đảo. Sách Thái Bình Quảng Ký thời nhà Tống, quyển 456 Xà nhất quyển đề cập đến việc Đông Hải có gò rắn, địa hiểm, nhiều 渐洳, không có dân sinh sống, rắn hoặc thân rắn đầu người. Trong tiểu thuyết Lộc đỉnh ký của Kim Dung, Xà Đảo được miêu tả là Thần Long Đảo, là căn cứ nơi nhân vật Hồng Anh Thông sáng tạo ra Thần Long Giáo.